# Гварда Венета
Гварда Венета (итал. Guarda Veneta) је насеље у Италији у округу Ровиго, региону Венето.
Према процени из 2011. у насељу је живело 845 становника. Насеље се налази на надморској висини од 3 м.

## Становништво
| 1951. | 1961. | 1971. | 1981. | 1991. | 2001. | 2011. |
| ----- | ----- | ----- | ----- | ----- | ----- | ----- |
| 2.637 | 1.925 | 1.560 | 1.342 | 1.224 | 1.153 | 1.185 |